# Reims-la-Brûlée
Reims-la-Brûlée är en kommun i departementet Marne i regionen Grand Est (tidigare regionen Champagne-Ardenne) i nordöstra Frankrike. Kommunen ligger i kantonen Thiéblemont-Farémont som tillhör arrondissementet Vitry-le-François. År 2022 hade Reims-la-Brûlée 217 invånare.

## Befolkningsutveckling
Antalet invånare i kommunen Reims-la-Brûlée
| Referens: INSEE |